# Уит-Ридж
Уит-Ридж (англ. Wheat Ridge) — самоуправляемый муниципалитет, расположенный в округе Джефферсон, штат Колорадо, США. Город расположен непосредственно к западу от Денвера и является частью статистического района Денвер–Орора-Лейквуд. Согласно данным переписи 2010 года, население города составляет 30 166 человек.

## История
Первые упоминания о городе восходят к началу 1850 - х годов в качестве популярного места для отдыха путешественников во времена Золотой лихорадки. В начале XX века большую роль в экономике города начало играть сельское хозяйство. По мере того как в 1950-х годах другие города округа Джефферсон активно разрастались, обеспечивая жильем рабочую силу Денвера, основные транспортные коридоры, простирающиеся от Денвера, развивались за счет коммерческих услуг. 
В ту эпоху образование многочисленных коммунальных районов и районов противопожарной защиты обеспечило эти населенные пункты собственными городскими службами. В 1969 году Уит-Ридж получил статус самоуправляемого муниципалитета.
В 2021 году город был награждён премией «All-America City Award» (с англ. — «Всеамериканский город») присуждаемой Национальной гражданской лигой, которую неофициально называют «Нобелевской премией за конструктивное гражданство» и которая выдается за активную гражданскую позицию жителей некорпоративных сообществ Соединённых Штатов в жизни местного самоуправления.

## География
Город находится на 39°45'58" северной широты и 105°04'38" западной долготы на высоте 5 459 футов (1664 м). Расположенный в центральном Колорадо, город находится непосредственно к западу от Денвера и в 66 милях от Колорадо-Спрингс.
Уит-Ридж расположен в предгорьях Колорадо, на западной окраине Великих равнин, к востоку от Переднего хребта Южных Скалистых гор. Клир-Крик, приток реки Саут-Платт, протекает на восток, затем на северо-восток через город. Лена Галч, приток Клир-Крик, протекает на северо-восток через юго-западную часть города.
В Уит-Ридже есть несколько небольших озер и водохранилищ. Озеро Краун-Хилл, пруд Кестрел и водохранилище Норт-Генри-Ли расположены в юго-центральной части города. Уэст-Лейк, Тейбор-Лейк и Проспект-Лейк расположены вдоль Клир-Крик в западно-центральной части города.
По данным Бюро переписи населения США, общая площадь города составляет 9,55 квадратных миль (24,7 км2), из которых 9,30 квадратных миль (24,1 км2) занимает суша, а 0,25 квадратных миль (0,65 км2) (2,6%) -  вода.

## Известные уроженцы города
- Пейдж Спиранак (род. 26 марта 1993) — американская гольфистка, инструктор по гольфу, блогер[6].